# Partit Federalista Europeu
El Partit Federalista Europeu (PFE) és un partit polític proeuropeu federalista que advoca per una major integració de la Unió Europea a través de l'establiment d'una Europa democràtica i federal. El partit es va funar el 6 de novembre de 2011 com una fusió d'Europa Unida i el Partit Federalista francès. El seu objectiu és reunir a tots els europeus per promoure el federalisme europeu i participar en totes les eleccions arreu d'Europa. La seva primera contesa electoral va ser les eleccions al Parlament Europeu de 2014, en la qual no va aconseguir representació.

## Representació a nivell estatal i local
La PFE pretén ser el primer partit veritablement transnacional europeu, amb seccions en 16 estats i candidats de tot el continent. Les seves credencials transnacionals estan arrelades en el seu funcionament com un partit únic, en lloc d'una aliança de partits estatals europeus. El PFE té seccions estatals i regionals a Alemanya, Àustria, Bèlgica, Dinamarca, Espanya, Estònia, França, Grècia, Hongria, Irlanda, Itàlia, Països Baixos, Polònia, Portugal, Regne Unit, República Txeca, Romania i Suècia. La PFE també té representants en altres països de la Unió Europea, així com a Islàndia, Noruega, la Xina i els Estats Units.